# Валерія Голіно
Вале́рія Голі́но (італ. Valeria Golino; нар. 22 жовтня 1965, Неаполь, Італія) — італійська кіноакторка, сценаристка, кінопродюсерка, кінорежисерка.

## Біографія
Народилась 22 жовтня 1965 року.
З 14 років працювала фотомоделлю. Уперше з'явилася в кіно 1983 року у фільмі Ліни Вертмюллер «Жарт долі, що підстерігає, як бандит з великої дороги». 1986 року отримала на Венеціанському кінофестивалі Кубок Вольпі за найкращу жіночу роль у фільмі Франческо Мазеллі «Історія кохання».

## Фільмографія

### Акторка
| Рік  | Фільм                         | Оригінальна назва                     | Роль                   |
| ---- | ----------------------------- | ------------------------------------- | ---------------------- |
| 1986 |                               | італ. Storia d'amore                  | Бруна                  |
| 1987 | Окуляри в золотій оправі      | італ. Gli occhiali d'oro              | Нора Тревес            |
| 1988 | Велика пригода Пі-Ві 2        | англ. Big Top Pee-wee                 | Джина Пікколапупула    |
| 1988 | Людина дощу                   | англ. Rain Man                        | Сюзанна                |
| 1989 | Весняні води                  | англ. Torrents of Spring              | Джемма Розеллі         |
| 1990 | Королівська хвойда            | англ. The King's Whore                | Жанна де Люне          |
| 1991 | Гарячі голови                 | англ. Hot Shots!                      | Ромада Томпсон         |
| 1991 | Індіанець-утікач              | англ. The Indian Runner               | Марія                  |
| 1991 | Рік зброї                     | англ. Year of the Gun                 | Лія                    |
| 1992 |                               | італ. Puerto Escondido                | Аніта                  |
| 1993 | Гарячі голови! Частина 2      | англ. Hot Shots! Part Deux            | Ромада Томпсон         |
| 1994 | Бездоганна репутація          | англ. Clean Slate                     | Сара Новак / Бет Голлі |
| 1994 | Безсмертна кохана             | англ. Immortal Beloved                | Юлія Гвіччарді         |
| 1995 | Покидаючи Лас-Вегас           | англ. Leaving Las Vegas               | Террі                  |
| 1995 | Чотири кімнати                | англ. Four Rooms                      | Атена                  |
| 1996 | Втеча з Лос-Анджелеса         | англ. Escape from L.A.                | Тасліма                |
| 1996 |                               | італ. Escoriandoli                    | Іда                    |
| 1999 | Останній гарем                | тур. Harem Suare                      | Аніта                  |
| 2002 | Фріда                         | англ. Frida                           | Гвадалупе Марін        |
| 2007 | Дівчина біля озера            | італ. La ragazza del lago             | К'яра Каналі           |
| 2008 | Відчайдушні шахраї            | фр. Cash                              | Джулія                 |
| 2009 | Красиві хлопчаки              | фр. Les Beaux Gosses                  | дівчина на відео       |
| 2012 | Божевільні                    | фр. Ouf                               | Джованна               |
| 2017 | Прихований колір речей        | італ. Il colore nascosto delle cose   | Емма                   |
| 2018 | Дочка моя                     | італ. Figlia mia                      | Тіна                   |
| 2019 | Портрет молодої жінки у вогні | фр. Portrait de la jeune fille en feu | Графиня                |
| 2021 |                               | італ. La scuola cattolica             | Іларія Арбус           |
| 2022 |                               | фр. Marcel!                           | психоаналітикиня       |
| 2024 | Прекрасна гра                 | англ. The Beautiful Game              | Габріелла              |
| 2024 | Марія                         | англ. Maria                           | Якінті «Джекі» Каллас  |

### Режисерка
2008: Ейфорія / Euphoria